# Карабашев, Айдар Петрович
Айдар Петрович Карабашев (28 мая 1989, Улаган — 16 октября 2024, Черкасская Конопелька) — российский военнослужащий, лейтенант. Герой Российской Федерации (посмертно, 2025).

## Биография
Родился 28 мая 1989 года в селе Улаган Республики Алтай.
После окончания школы, А. Карабашев обучался в Прокопьевском техникуме физической культуры, затем окончил Томский архитектурно-строительный университет. В своё время служил в армии города Улан-Удэ, а после подписания контракта с Министерством обороны Российской Федерации, участвовал дважды в таких боевых действиях, как «Военная операция России в Сирии» и «Вторая чеченская война». Позже принял участие в российском нападении на Украину.
Погиб 16 октября 2024 года по причине ранений, несовместимых с жизнью при освобождении села Черкасская Конопелька в Суджанском районе Курской области. 

### Личная жизнь
- Супруга, двое детей[5].

## Звания и награды
- Герой Российской Федерации — от 1 апреля 2025 года, посмертно). В мае этого же года медаль «Золотая Звезда» была вручена его супруге главой Республики Алтай А. А. Турчаком в Национальном театре данной республики[5].
- Орден Мужества (3)[5].
- Медаль Жукова[5].
- Медаль «За боевые отличия»[5].